# Torpedoboote Ausland
Les Torpedoboote Ausland ("torpilleurs étrangers") étaient de petits destroyers ou de grands torpilleurs capturés par l'Allemagne nazie et incorporés dans la Kriegsmarine pendant la Seconde Guerre mondiale.
On leur a attribué un numéro commençant par TA.

## Anciens navires français
- Anciens torpilleurs français de la classe Le Fier, en construction en France. Aucun n'a été achevé pour les Allemands[1] .
  - TA1 (ex-Le Fier) : Sabordé alors qu'il n'était pas terminé, août 1944
  - TA2 (ex-L'Agile) : Sabordé alors qu'il n'était pas terminé, août 1944
  - TA3 (ex-L'Alsacien) : Démantelé en 1944
  - TA4 (ex-L'Entreprenant) : Démantelé en 1944
  - TA5 (ex-Le Farouche) : Sabordé alors qu'il était incomplet, août 1944
  - TA6 (ex Le Corse) : Sabordé alors qu'il était incomplet, août 1944
- Anciens torpilleurs français de la classe La Melpomène repris en avril 1943[1] .
  - TA9 (ex Bombarde) coulé par un raid aérien le 23 août 1944 dans la mer Tyrrhénienne
  - TA10 (ex-La Pomone) mis hors de combat par le HMS Eclipse au large de Lindos le 23 septembre 1943, puis sabordé à Rhodes
  - TA11 (ex-L'Iphigénie) coulé par des bateaux MAS (Motoscafo Armato Silurante] italiens à Piombino le 11 septembre 1943.
  - TA12 (ex-Baliste) non utilisé par les Allemands en raison de son mauvais état matériel.
  - TA13 (ex-La Bayonnaise) non utilisé par les Allemands en raison de son mauvais état matériel.

## Anciens navires norvégiens
- Anciens destroyers de classe Aalesund de la Marine royale norvégienne[2] (également appelés "destroyers Sleipnir améliorés") capturés lors de l'invasion allemande de la Norvège en 1940, alors qu'ils étaient encore en construction et n'avaient pas encore été baptisés. Repris et désignés ZN (Zerstörer Norwegen) 4 & 5, ils ont été reclassés en torpilleurs en 1941[3].
  - TA7 (ex-ZN-4) : Lancé mais non terminé en raison du sabotage par le mouvement de résistance norvégien.
  - TA8 (ex-ZN-5) : Lancé mais non terminé
- Quatre autres navires (torpilleurs/destructeurs de la classe Sleipner) ont également été repris, mais ils portaient le nom d'anciennes canonnières allemandes et n'ont pas été inclus dans la classe TA[2].
- Un autre petit destroyer ex-norvégien, le Troll, a également été capturé et a servi dans la Kriegsmarine comme torpilleur pendant une brève période avant d'être converti en navire de distillation pour fournir de la vapeur, conservant son nom norvégien. La conversion était due à sa nature obsolète.

## Anciens navires italiens
- TA14 : (ex-Turbine, contre-torpilleur italien de classe Turbine), capturé au Pirée, septembre 1943. A servi dans la mer Égée et a été coulé par l'US Army Air Force à Salamine le 16 septembre 1944, .
- TA15 : (ex-Francesco Crispi, contre-torpilleur italien de classe Sella), capturé en mer Égée en septembre 1943. Coulé par un raid aérien près de Heraklion le 8 mars 1944. 34 hommes ont été tués,.
- TA16 : (ex-Castelfidardo, contre-torpilleur italien de classe Curtatone), capturé en mer Égée en septembre 1943. Coulé à Heraklion après avoir été endommagé par un raid aérien de la RAF, .
- TA17 : (ex-San Martino, contre-torpilleur italien de classe Palestro) capturé au Pirée le 9 septembre 1943. Opéré dans la mer Égée, sabordé le 12 octobre 1944 après avoir été endommagé lors d'un raid aérien sur Salamine.
- TA18 : (ex-Solferino, contre-torpilleur italien de classe Palestro), capturé au Pirée le 9 septembre 1943. Opéré dans la mer Égée, coulé par les destroyers britanniques HMS Tuscan et HMS Termagant le 19 octobre 1944.
- TA19 : (ex-Calatafimi, contre-torpilleur italien de classe Curtatone), capturé en mer Égée, septembre 1943. Coulé par le sous-marin grec Pipinos le 9 août 1944,.
- TA20 : ex-Audace, contre-torpilleur italien de classe Audace. Opéré dans l'Adriatique. Coulé par les destroyers britanniques de classe Hunt HMS Avon Vale et HMS Wheatland au sud de Lussino le 1er novembre 1944,, .
- TA21 : (ex-Insidioso, destroyr contre-torpilleur italien de la classe Indomito), coulé par une torpille d'avion à Fiume le 5 novembre 1944, .
- TA22 : (ex-Giuseppe Missori, contre-torpilleur italien de la classe Pilo), a servi dans l'Adriatique. Gravement endommagé par une attaque aérienne des Tuskegee Airmen le 25 juin 1944 ; déclassé le 8 novembre et sabordé le 5 février 1945.
- TA23 : (ex-Impavido, torpilleur italien de classe Ciclone). A servi sur la côte ouest de l'Italie.
- TA24 : (ex-Arturo, torpilleur italien de Classe Ariete). Coulé (avec le TA29) lors d'une action avec les destroyers britanniques HMS Meteor et HMS Lookout dans la bataille de la mer de Ligurie le 18 mars 1945.
- TA25 : (ex-Intrepido, torpilleur italien de classe Ciclone). A servi sur la côte ouest de l'Italie.
- TA26 : (ex-Ardito, torpilleur italien de classe Ciclone). A servi sur la côte ouest de l'Italie.
- TA27 (ex-Auriga, torpilleur italien de classe Ariete). Bombardé et coulé, Portoferraio le 9 septembre 1944.
- TA28 (ex-Rigel, torpilleur italien de classe Ariete). A bombardé et coulé Gênes le 4 septembre 1944.
- TA29 (ex-Eridano, torpilleur italien de la classe Ariete). Coulé (avec le TA24) lors d'une action avec des destroyers britanniques dans la bataille de la mer Ligure le 18 mars 1945.
- TA30 (ex-Dragone, torpilleur italien de la classe Ariete). Torpillé par des MTB britanniques le 15 juin 1944.
- TA31 : (ex-Dardo, destroyer italien de classe Freccia). Capturé à Gênes. Endommagé lors d'un raid aérien le 25 octobre 1944 et sabordé le 24 avril 1945.
- TA32 : Ancien destroyer yougoslave Dubrovnik qui a été capturé par la Regia Marina en 1941 et rebaptisé Premuda. Reconstruit par les Allemands comme un destroyer piquet radar armé de canons de 105 mm. Mis en service le 18 août 1944, il a servi sur la côte ouest de l'Italie. Légèrement endommagé par des destroyers britanniques en mars 1945 pendant la bataille de la mer Ligure. Sabordé à Gênes le 25 avril 1945.
- TA33 : (ex-Corsaro, ex Squadrista, destroyer italien de classe Soldati). Non terminé, coulé le 4 septembre 1944 lors d'essais à Gênes .
- TA34 : ex-Carrista, destroyer de classe Soldati. Non terminé.
- TA35 : (ex-Giuseppe Dezza, destroyer italien de classe Pilo). A servi dans l'Adriatique.
- TA36 : (ex-Stella Polare, torpilleur italien de classe Ariete). Miné le 18 mars 1944.
- TA37 : (ex-Gladio, torpilleur italien de classe Ariete). Transféré de l'Adriatique à la 9ème flottille de torpilleurs dans la mer Egée en septembre 1943. Le 7 octobre, le TA37 et tout le convoi qu'il escortait ont été coulés par les destroyers HMS Turmagent et HMS Tuscan.
- TA38 (ex-Spada, torpilleur italien de classe Ariete). Transféré de l'Adriatique à la 9e flottille de torpilleurs dans la mer Égée en septembre 1943. Perdu lors d'une attaque aérienne le 13 octobre 1944.
- TA39 (ex-Daga, torpilleur italien de la classe Ariete). Transféré de l'Adriatique à la 9ème flottille de torpilleurs en mer Égée en septembre 1943. Le 5 octobre 1944, TA38 et TA39 interceptent et coulent HDML1227 et engagent les destroyers de classe Hunt HMS Belvoir et HMS Waddon. Il a coulé après avoir heurté une mine le 16 octobre 1944.
- TA40 : (ex-Pugnale, torpilleur italien de classe Ariete). Réparé et remis en service le 17 février 1945, au large de Trieste, il est gravement endommagé lors d'une attaque aérienne en février et sabordé le 4 mai 1945.
- TA41 : (ex-Lancia, torpilleur italien de classe Ariete). Endommagé par les bombes à Trieste et n'a pas été réparé. Il a fait naufrage en mai.
- TA42 : (ex-Alabarda, torpilleur italien de la classe Ariete). Coulé à Venise lors d'une attaque aérienne le 23 janvier 1945.
- TA43 : (ex-destroyer yougoslave Beograd, capturé par les Italiens en 1941 et rebaptisé Sibenico) a servi dans l'Adriatique et s'est sabordé à Trieste le 1er mai 1945.
- TA44 : (ex-Antonio Pigafetta), destroyer italien de classe Navigatori). Capturé à Fiume, a servi dans l'Adriatique. Coulé lors d'un raid aérien
- TA45 : (ex-Spica, torpilleur italien de la classe Ariete). Enrôlé dans le service allemand le 8 septembre 1944, mais il n'a été complètement équipé que le 23 novembre 1944 (bien qu'il ait participé aux missions de combat alors que son équipement n'était pas terminé). Le TA45 a pris la mer pour sa dernière mission le 10 avril 1945 avec le TA40 (Pugnale). Sa mission consistait à escorter et à protéger les porte-chars dans les canaux de Velebit, au moment où les unités de l'Armée populaire de libération de la Yougoslavie commençaient à débarquer sur l'île de Rab, soutenues par les forces navales légères britanniques. Le torpilleur TA45 a été détruit par les torpilleurs à moteur britanniques qui attendaient en embuscade près du cap Glavina sur l'île de Krk.
- TA46 (ex-Fionda, torpilleur italien de la classe Ariete). Coulé dans un état incomplet à Fiume le 20 février 1945.
- TA47 (ex-Balestra, torpilleur italien de la classe Ariete). Endommagé sur la cale et jamais lancé. Le Balestra, toujours sur la cale, a survécu à la guerre. Saisi par les forces yougoslaves et achevé en 1949 sous le nom de Ucka. Il est resté en service jusqu'en 1963..
- TA48 : (ex-T3, ancien torpilleur yougoslave au service de l'Italie). Coulé par un bombardement, le 20 février 1945.
- TA49 : (ex-Lira, torpilleur italien de classe Spica). Détruit lors d'un raid aérien à La Spezia, le 4 novembre 1944.